# چرخ زمان (مجموعه تلویزیونی)
چرخ زمان (انگلیسی: The Wheel of Time) یک مجموعه تلویزیونی فانتزی آمریکایی است که به‌دست راف جودکینس برای آمازون پرایم ویدئو ساخته شده است. این سریال بر پایهٔ مجموعه رمانی به همین نام اثر رابرت جوردن است. داستان مجموعه دربارهٔ مورین از سازمان آیس سدای با نقش‌آفرینی رزمند پایک است. او با گروهی از افراد سفر می‌کند که معتقد به تناسخ شخصی هستند که موجب نجات یا نابودی بشریت خواهد شد.
فصل اول متشکل از هشت قسمت، با انتشار سه قسمت اول در ۱۸ نوامبر ۲۰۲۱ در پرایم ویدئو پخش شد. پنج قسمت باقیمانده نیز تا ۲۴ دسامبر ۲۰۲۱ به صورت هفتگی پخش شدند. فصل دوم در ۱ سپتامبر ۲۰۲۳ پخش شد. پخش فصل سوم در ۱۳ مارس ۲۰۲۵ آغاز شد.

## بازیگران
- رزمند پایک
- دنیل هنی
- زوئی رابینز
- مادلین مدن
- جاشوا استرادوفسکی
- مارکوس رادرفورد
- بارنی هریس
- کیت فلیتوود
- پریانکا بوس
- سوفی اوکوندو
- کائه الکساندر
- فارس فارس
- آلوارو مورته
- ناتاشا اوکیف
- لینزی دانکن
- میرا سایال
- لایا کوستا
- آرناس فداراویچیوس